# Матеуш Махай
Матеуш Махай (пол. Mateusz Machaj; нар. 1981) — польський економіст, викладач Вроцлавського університету, доктор економічних наук.

## Біографія
У 2000—2003 роках навчався на факультеті права і адміністрування Вроцлавського університету, у 2003—2005 — здобув ступінь магістра на тому ж факультеті у галузі економіки.
18 червня 2009 року захистив докторську дисертацію на тему «Право власності в капіталістичній та соціалістичній системі — порівняльне дослідження» у Економічному університеті Вроцлава.
10 вересня 2018 року отримав звання габілітованого доктора.
Від 2009 року — головний економіст і засновник польського Інституту Мізеса.

## Публікації
- Capitalism, Socialism and Property Rights: Why market socialism cannot substitute the market (2018), ISBN 978-83-926160-1-6
- The Rise and Fall of the First Galactic Empire: Star Wars and Political Philosophy (2017), ISBN 9781981172603
- Money, Interest and the Structure of Production: Resolving Some Puzzles in the Theory of Capital, ISBN 978-1498557542